# Semjon Timosjenko (filminstruktør)
Semjon Timosjenko (russisk: Семён Алексе́евич Тимоше́нко) (født 6. januar 1899 i Sankt Petersborg i det Russiske Kejserrige, død 13. november 1958 i Leningrad i Sovjetunionen) var en sovjetisk filminstruktør, manuskriptforfatter og skuespiller.

## Filmografi
- Mytteri (Мятеж, 1928)[1][2]
- De dødes sammensværgelse (Заговор мёртвых, 1930)
- Snigskytte (1931)[3]
- Tre kammerater (1935)
- Målmand (1936)
- Zapasnoj igrok (Запасной игрок, 1954)
- Himmelsk snegl (Небесный тихоход, 1946)